# Moskovia Airlines
Moskovia Airlines var ett ryskt flygbolag som hade sin bas i den ryska staden Zjukovskij. De flög både inrikes och internationellt, samt charter. Deras huvudbas låg vid Ramenskojes flygplats, senare vid Domodedovo, Moskva. 

## Historia
Moskovia grundades 1995 som Gromov air men bytte namn 2006 till Moskovia Airlines. I november 2009 fick Moskovia sin första Boeing, en Boeing 737 som var en före detta SAS-maskin.
På grund av ekonomiska svårigheter lades verksamheten ner i augusti 2014.

## Flotta

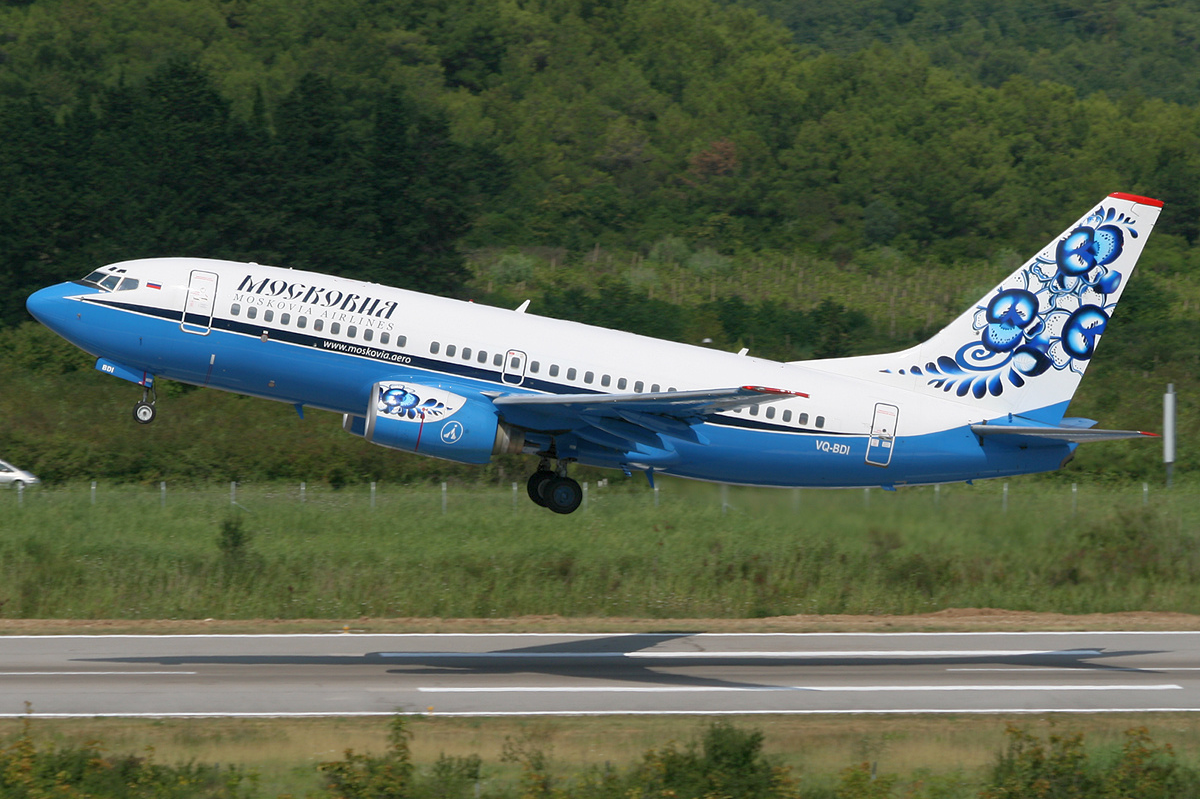
En Boeing 737-700 ifrån Moskovia Airlines på Tivat Flygplats 2009.

### Fotnoter
1. ↑  Aviaport digest
2. ↑  Moskovia Airlines orders 10 An-148[död länk]